# Go-Kōgon
L'empereur Go-Kōgon (後光厳天皇, Go-Kōgon Tennō, (23 mars 1338 – 12 mars 1374) était le quatrième des prétendants de la Cour du Nord du Japon. Il a régné du 25 septembre 1352 au 9 avril 1371.
Son nom personnel était Iyahito (弥仁). Son nom posthume lui a été donné en mémoire de celui de l'empereur Kōgon (on peut traduire le préfixe Go-, 後, par « postérieur », ce qui donne donc « Empereur Kōgon postérieur ».)

## Généalogie
Go-Kōgon était le second fils du premier prétendant du Nord, Kōgon, et donc le frère de son prédécesseur Sukō. Il eut plusieurs épouses et beaucoup d'enfants, dont le futur empereur du Nord Go-En'yū.

## Biographie
En 1351, Takauji retourne brièvement au service de la Cour du Sud, permettant à celle-ci de renforcer brièvement son contrôle sur la lignée impériale. Cependant, la paix ne dure guère, et en 1352, la dynastie du Sud évacue Kyōto, enlevant avec eux les empereurs retirés du Nord Kōgon et Kōmyō, ainsi que Sukō et le prince héritier Naohito, fils de l'empereur Kōgon, ce qui fait qu'il n'y a alors plus d'empereur à Kyōto. À cause de cela, Takauji fait du second fils de Kōgon, le prince impérial Iyahito, le nouvel empereur du Nord Go-Kōgon.
Durant cette période, appelée époque Nanboku-chō, l'antagonisme entre les deux dynasties concurrents perturbe l'ordre public à Kyōto, et la ville est à plusieurs reprises capturée par la Cour du Sud. L'empereur Go-Kōgon est à plusieurs reprises forcé de fuir la capitale et de se réfugier, entre autres lieux, dans la province d'Ōmi. Vers le moment où Yoshimitsu Ashikaga est nommé shogun, en 1368, le pouvoir de la Cour du Sud faiblit, et l'ordre est restauré à Kyōto. Toujours vers cette époque, l'autorité de l'empereur commence à montrer sa faiblesse.
Le 9 avril 1371, il abdique en faveur de son fils, qui devient l'empereur du Nord Go-En'yū. Go-Kōgon continue cependant de régner en tant qu'empereur retiré jusqu'à ce qu'il meure de maladie le 12 mars 1374.

## Èresde son règne
(Cour du Nord)
- Ère Kan'ō ou Kannō
- Ère Bunna
- Ère Enbun
- Ère Kōan
- Ère Jōji
- Ère Ōan

(Cour du Sud)
- Ère Shōhei
- Ère Kantoku

## Rivaux de la Cour du Sud
- Go-Murakami
- Chōkei